# Замок Цвингенберг
Замок Цвингенберг, также называемый Цвингенбург, представляет собой средневековый замок на правом берегу реки Неккар в общине Цвингенберг в немецкой федеральной земле Баден-Вюртемберг.

## Географическое расположение
Замок возвышается над рекой на 50 метров, и построен на отвесном склоне гор Оденвальда, недалеко от так называемого Волчьего ущелья (нем. Wolfsschlucht), защищающего строение с востока.

## История
Замок Цвингенберг был построен, скорее всего, в середине XIII столетия министериалом Штауфенов Вильгельмом фон Вимпфен, либо при его активном участии. Во всяком случае, в 1257 г. упомянут его племянник, также Вильгельм, называвший себя фон Цвингенберг.
Поскольку считалось, что Цвингенберги промышляют разбоем, в 1363 г. они были изгнаны, а их родовой замок по указанию императора был разрушен.
В 1403 г. бывшие владения Цвингенбергов были пожалованы роду фон Хиршхорн из одноимённого города, которые восстановили замок. С пресечением и этого дворянского рода, замок переходил от Курмайнца к Курпфальцу и затем — к Великому герцогству Баден.
Сегодняшний владелец замка — Людвиг фон Баден, один из потомков Карла Фридриха фон Баден.
С 1983 г. и каждый год в августе в замковом дворе проходит оперный фестиваль под открытым небом. Его неизменной частью является романтическая опера «Вольный стрелок», так как считается, что именно расположенное рядом с замком Волчье ущелье вдохновило Карла Марию Вебера на создание этого произведения.